# Bangun Das Mariah
Bangun Das Mariah is een bestuurslaag in het regentschap Simalungun van de provincie Noord-Sumatra, Indonesië. Bangun Das Mariah telt 536 inwoners (volkstelling 2010).